# 印第安納鎮區 (堪薩斯州葛蘭姆縣)
印第安納鎮區（英語：Indiana Township）為位在美國堪薩斯州葛蘭姆縣的鎮區。2010年美国人口普查中該鎮區人口有31人。

## 地理
印第安納鎮區涵蓋面積173.58平方（67.02平方英里）。根據美國地質調查局的資料，此鎮區僅有1座墓園：南斯塔（South Star）墓園。

## 外部連結
- USGS Geographic Names Information System (GNIS)（页面存档备份，存于）
- US-Counties.com
- City-Data.com （页面存档备份，存于）